# Pangalloanserae
Pangalloanserae là một nhánh chim được đề xuất theo một nghiên cứu vào năm 2001 của Jacques Gauthier và Kevin de Queiroz, được định nghĩa là "một nhánh bao hàm nhất chứa các loài thuộc Galloanserae (điểu cầm) nhưng không thuộc Neoaves". Nhánh này bao gồm các loài điểu cầm cũng như các loài họ hàng gần của chúng.